# Новая Наумовка
Новая Наумовка — село в Белгородском районе Белгородской области. Входит в состав Краснооктябрьского сельского поселения.
с Октября 2022 село находится в режиме ЧС иза обстрелов и близкого расположения к Государственной Границы РФ и Украины

## География
Село расположено недалеко от районного центра — Майского.
Часовой пояс
Село Новая Наумовка как и вся Белгородская область, находится в часовой зоне МСК (московское время). Смещение применяемого времени относительно UTC составляет +3:00.

## Население
| 2002 | 2010 |
| ---- | ---- |
| 138  | ↗164 |